# Sebastian Porządny
Sebastian Porządny (ur. 6 lipca 1988) – polski lekkoatleta, specjalizujący się w biegu na 400 metrów przez płotki.
Reprezentuje barwy AZS Łódź, w 2008 zdobył brązowy medal mistrzostw Polski seniorów w sztafecie 4 x 400 metrów, rok później sięgnął po srebro mistrzostw kraju w tej samej konkurencji, osiągnięcie to powtórzył w 2010. Podczas mistrzostw Europy juniorów w lekkoatletyce (Hengelo 2007) polska sztafeta 4 x 400 metrów w składzie Jakub Krzewina, Jan Ciepiela, Porządny oraz Marcin Kłaczański jako pierwsza minęła linię mety, jednak kilka godzin po zakończeniu biegu została zdyskwalifikowana za przeszkadzanie w biegu sztafecie niemieckiej.
Na młodzieżowych mistrzostwach Europy (Kowno 2009) biegł w eliminacyjnym biegu sztafety 4 x 400 metrów. W finale (już bez Porządnego) Polacy sięgneli po złoty medal.

## Rekordy życiowe
- bieg na 400 m przez płotki - 51,62 (2009)
- bieg na 400 m - 47,30 (2008)